# Майгир
Майгир (узб. Maygir / Майгир) — посёлок городского типа, расположенный на территории Избасканского района Андижанской области Республики Узбекистан.

Статус посёлка городского типа с 2009 года.